# ملكة جمال الولايات المتحدة الأمريكية 1989
ملكة جمال الولايات المتحدة الأمريكية 1989 (بالإنجليزية: Miss USA 1989)‏ هي مسابقة ملكة جمال الولايات المتحدة الأمريكية الثامنة والثلاثين في تاريخ مسابقة ملكة جمال الولايات المتحدة الأمريكية منذ انطلاقتها عام 1952، تم بث المسابقة في 28 فبراير 1989 على الهواء مباشرة من مسرح مركز موبايل المدني في موبايل، ألاباما، في ختام المسابقة توجت غريتشين بوليموس من تكساس من قبل حاملة اللقب السابقة كورتني جيبس، أصبحت غريتشين بوليموس خامسة ملكة جمال تكساس على التوالي تتوج بمسابقة ملكة جمال الولايات المتحدة.
كان هذا أول مسابقة ملكة جمال في الولايات المتحدة الأمريكية التي استضافها ديك كلارك (استضافت ملكة جمال الكون مسابقة جون فورسيت في تلك السنة) ، مع تعليق مساند من قبل أنجي ديكنسون. عقدت هذه المسابقة في ولاية ألاباما لأول مرة.

## النتائج

### المراكز النهائية
| النتائج النهائية                          | المتنافسة |
| ----------------------------------------- | --- |
| ملكة جمال الولايات المتحدة الأمريكية 1989 | - تكساس - غريتشن بولهيموس                                                                                                 |
| الوصيفة الأولى                            | - أوكلاهوما - جيل شيفرت                                                                                                   |
| الوصيفة الثانية                           | - نيو جيرسي - ديبرا لي هوستي                                                                                              |
| الوصيفة الثالثة                           | - لويزيانا - إليزابيث بريم                                                                                                |
| الوصيفة الرابعة                           | - جورجيا - ميشيل نيميث |
| أفضل 10                                   | - كاليفورنيا - كريستينا فاوست - كولورادو - ديبي جيمس - بنسيلفانيا - دينيس إبس - أريزونا - ليان لوكن - إلينوي - كيلي هولوب |

## المتسابقات
- ألاباما - شيري موني
- ألاسكا - تينا جيراتشي
- أريزونا - ليني لوكين
- أركنساس - بيج ياندل
- كاليفورنيا - كريستينا فاوست
- كولورادو - ديبي جيمس
- كونيتيكت - ليزا فينديتي
- ديلاوير - تيري سبرويل
- مقاطعة كولومبيا - سومالي سينج
- فلوريدا - جينيفر باركر
- جورجيا - ميشيل نيميث
- هاواي - جولي لارسون
- أيداهو - كيلي بين
- إلينوي - كيلي هولوب
- إنديانا - جوين روشيل فولبي
- آيوا - مارسي ريكويست
- كانساس - نانسي بوريس
- كنتاكي - فيرونيكا هينسلي
- لويزيانا - إليزابيث بريم
- مين - كيرستن بلاكمور
- ميريلاند - جاكي كارول
- ماساتشوستس - كيمبرلي والاس
- ميشيغان - كارين فينوكان
- مينيسوتا - جولي كنوتسون
- ميسيسيبي - لورا دوريت
- ميزوري - روندا هوغلان
- مونتانا - تامي رايتر
- نبراسكا - رينيه هارتر
- نيفادا - جانو تورنيل
- نيو هامبشاير - فايلين كوالك
- نيو جيرسي - ديبورا لي هوستي
- نيو مكسيكو - تريسي بروباكر
- نيويورك - جينيفر فيشر
- كارولاينا الشمالية - جاكلين بادجيت
- داكوتا الشمالية - كارا كريستوفرسون
- أوهايو - ليزا تومسون
- أوكلاهوما - جيل رينيه شيفرت
- أوريغون - جينيفر بلاسكا
- بنسلفانيا - دينيس إيبس
- رود آيلاند - ديبرا داميانو
- كارولاينا الجنوبية - أنجيلا شولر
- داكوتا الجنوبية - نانيت اندريس
- تينيسي - كيمبرلي باين
- تكساس - جريتشن بوليهيموس
- يوتا - زانيتا فان زيفردن
- فيرمونت - ستايسي بالمر
- فرجينيا - كيمبرلي نيكوندر
- واشنطن - شيان فان جيبسون
- فرجينيا الغربية - كاثي ايشر
- ويسكونسن - شيري لي باكستر
- وايومنغ - شاندرا أندرسون

## روابط خارجية
- موقع ملكة جمال الولايات المتحدة الأمريكية الرسمي